# Alex Thomas
Alex Thomas, född 1978, är en brittisk trummis och är också känd under namnet Earl Shilton. Han spelade trummor i Bolt Thrower  från 21 augusti 1997. Han var egentligen tänkt som ersättare efter Andrew Whale när han lämnade bandet men eftersom han vid denna tidpunkt bara var 16 år var det inte möjligt. Thomas var med på att spela in Mercenary och var med på Into the Killing Zone-turnén. Han lämnade bandet 2000.
Thomas har även arbetat ihop med Bat for Lashes och medverkar på hennes album Two Suns.